# 大森大地
大森 大地（おおもり だいち、2000年4月1日 - ）は、愛知県出身のサッカー選手。ポジションはDF。

## 来歴
帝京大可児高校では3年次に久保藤次郎とともに全国高等学校サッカー選手権大会に出場。チームは3回戦で敗れたが、自身は大会優秀選手に選ばれた。高校卒業後は東洋大学に進学しサッカー部でプレー（同期に神山京右、横山塁）。
2021年12月29日、アルビレックス新潟シンガポール加入内定が発表された。
2023年、カターレ富山へ完全移籍。しかし8月に契約解除を発表し、退団した。

## 所属クラブ
- 愛知FC
- FC.フェルボール愛知
- 帝京大可児高校
- 東洋大学
- 2022年  アルビレックス新潟シンガポール
- 2023年 - 同年8月  カターレ富山

## 個人成績
| 国内大会個人成績 | 国内大会個人成績 | 国内大会個人成績 | 国内大会個人成績 | 国内大会個人成績 | 国内大会個人成績 | 国内大会個人成績 | 国内大会個人成績 | 国内大会個人成績 | 国内大会個人成績 | 国内大会個人成績 | 国内大会個人成績 |
| 年度             | クラブ           | 背番号           | リーグ           | リーグ戦         | リーグ戦         | リーグ杯         | リーグ杯         | オープン杯       | オープン杯       | 期間通算         | 期間通算         |
| 年度             | クラブ           | 背番号           | リーグ           | 出場             | 得点             | 出場             | 得点             | 出場             | 得点             | 出場             | 得点             |
| シンガポール     | シンガポール     | シンガポール     | シンガポール     | リーグ戦         | リーグ戦         | リーグ杯         | リーグ杯         | シンガポール杯   | シンガポール杯   | 期間通算         | 期間通算         |
| ---------------- | ---------------- | ---------------- | ---------------- | ---------------- | ---------------- | ---------------- | ---------------- | ---------------- | ---------------- | ---------------- | ---------------- |
| 2022             | 新潟S            | 5                | プレミア         | 24               | 1                | 1                | 0                | 3                | 0                | 28               | 1                |
| 日本             | 日本             | 日本             | 日本             | リーグ戦         | リーグ戦         | リーグ杯         | リーグ杯         | 天皇杯           | 天皇杯           | 期間通算         | 期間通算         |
| 2023             | 富山             | 24               | J3               | 3                | 0                | -                | -                | 1                | 0                | 4                | 0                |
| 通算             | シンガポール     | シンガポール     | プレミア         | 24               | 1                | 1                | 0                | 3                | 0                | 28               | 1                |
| 通算             | 日本             | 日本             | J3               | 3                | 0                | -                | -                | 1                | 0                | 4                | 0                |
| 総通算           | 総通算           | 総通算           | 総通算           | 27               | 1                | 1                | 0                | 4                | 0                | 32               | 1                |

## タイトル

### 個人
- 全国高等学校サッカー選手権大会・優秀選手：1回（2017年）
- 関東大学サッカーリーグ戦2部・ベストイレブン：1回（2021年）[7]